# George Hamilton-Gordon, 4.º Conde de Aberdeen
George Hamilton-Gordon, 4.º Conde de Aberdeen KG KT FRSE FRS PC FSA(Scot) (Edimburgo, 28 de janeiro de 1784 – Londres, 14 de dezembro de 1860) foi um político britânico.
Lorde Aberdeen faleceu aos setenta e seis anos de idade, sendo enterrado no sepulcro da família em Stanmore. Político do partido tory (e posteriormente um peelite), serviu como primeiro-ministro do Reino Unido, de 1852 até 1855.

## Infância
Primogênito de George Gordon, Lorde Haddo, morto em uma queda do cavalo em 1791, ele herdou o título do pai. Sua mãe, que depois dele teve mais seis filhos, era Charlotte Baird, falecida em 1795. Pela lei escocesa, aos catorze anos, os órfãos podiam indicar seus próprios tutores. Aberdeen escolheu conjuntamente William Pitt, o Jovem, e o Visconde Melville. Estudou em escolas preparatórias em Londres e depois em Harrow e em Cambridge, onde, em 1800, foi admitido em St. John's College, graduando-se em 1804.

## Título
Tornou-se, em 1801, com a morte do avô, o 4.º Conde de Aberdeen. Tinha então dezessete anos, mas jamais foi rico, pois as propriedades escocesas, embora enormes, eram terras pobres.
Viajou pela Europa, de 1801 a 1804, tendo passado muito tempo na Grécia e encontrado Napoleão Bonaparte em Paris, em 1802. Em 1803, ajudou a escavar um anfiteatro em Atenas, e os relevos encontrados foram despachados para a Inglaterra com os mármores enviados por Lorde Elgin três anos depois. Fundou na volta a Sociedade Ateniana e, mais tarde, escreveu sobre Troia para o jornal dos whigs na Escócia, o Edinburgh Review. Lord Byron, seu primo, criticou-o em 1809 – assim como Elgin – por remover antiguidades clássicas de Atenas.
Em 1805, ele visitou, pela primeira vez desde a infância, as suas propriedades na Escócia, assustando-se com a pobreza em que ali viviam seus camponeses. Interessou-se pelo que se chamava de "Nova Agricultura", dada a necessidade de melhorar o solo, por limpeza e drenagem. Apesar de sua renda ter crescido, teve de pagar, durante anos, as dívidas deixadas pelo pai e pelo avô e, por isso, não foi considerado um homem rico. Lorde Aberdeen experimentou também novas raças, como shorthorn (gado bovino) e ovelhas de South Downs.

## Câmara dos Lordes
Em Dezembro de 1805 tomou assento como par representante escocês tory na Câmara dos Lordes. Seu mentor, Pitt, morreu em 1806. Os nobres escoceses não tinham direito a se sentar na Câmara dos Lordes mas elegiam 16 dentre eles que os representassem. Aberdeen foi assim eleito em dezembro de 1806, em junho de 1807 e em novembro de 1812.
Fez seu discurso inaugural em abril de 1807, no debate parlamentar sobre a mudança do ministério, de Grenville para Portland. Em 1808, foi designado Cavaleiro do Cardo (Knight of the Thistle), condecoração escocesa, e se tornou membro da Royal Society.
Em 1812, já viúvo, entrou para o serviço diplomático. Recusou duas vezes o posto de embaixador na Rússia. Foi enviado pelo senhor de Castlereagh, Secretário do Exterior no Gabinete de lord Liverpool, como embaixador especial a Viena, ali assinou o Tratado de Toplitz entre a Grã-Bretanha e Áustria, em 1813, que criou uma aliança exitosa contra Napoleão. Suas instruções eram reabrir relações com Francisco I e assegurar que haveria presença britânica nas reuniões do após-guerra entre as potências. Estava na Áustria quando da Batalha de Lípsia, em outubro. Foi um dos representantes britânicos à Conferência de Châtillon em fevereiro de 1814 e nas negociações do Tratado de Paris em maio seguinte.
Retornando à Inglaterra, em recompensa por seus serviços foi feito par do Reino Unido como Visconde Gordon de Aberdeen, no condado de Aberdeen, em 1814, e membro do Conselho Privado. Podia doravante ter assento na Câmara dos Lordes.
Nos seguintes 13 anos, participou menos dos assuntos públicos. Aceitou ser chanceler do ducado de Lancaster em 1828, no primeiro Gabinete de Wellington, e concordou em ajudar o Conde de Dudley na Secretaria do Exterior ou Foreign Office. Seis meses depois, quando Canning deixou o ministério, foi nomeado Secretário do Exterior (Foreign Secretary) (1829-30) no Gabinete de Arthur Wellesley, primeiro duque de Wellington. Herdou de Dudley a questão do Oriente, teve que lidar com a questão da independência da Grécia. Simpatizava com os gregos, queria ajudá-los. Na conferência de Londres, em 1830, parecia que a questão estaria resolvida com a autonomia: mas os gregos queriam mesmo independência e não aceitaram a resolução. Nesse ponto, Aberdeen diferia muito de Palmerston, bastante mais ativo e direto, confrontando outras nações.
Sua relutância em se envolver em assuntos internos de outros Estados ficou clara na crise da sucessão em Portugal. Em setembro de 1828, os partidários da rainha Dona Maria II pediram ajuda britânica para derrubar o regime ilegal de seu tio, D. Miguel. Aberdeen decidiu-se por uma política de neutralidade. Da mesma forma, quando a Argentina proclamou Louis Vernet como governador das ilhas Malvinas (Falklands) em 1829, Aberdeen apenas protestou, alegando quebra de soberania britânica. Demitiu-se quando o fez seu chefe, Wellington, a propósito do Reform Bill de 1832.
Em 1834-5 aceitou ser Secretário de Estado da Guerra e das Colónias no primeiro Gabinete de Peel, tendo que tratar de questões do Canadá, África do Sul e Índias Ocidentais, e depois, no segundo Gabinete do Primeiro Ministro Robert Peel, foi outra vez Secretário do Exterior 1841 a 1846. Seu nome está ligado à questão do abolicionismo no Brasil, pois uma lei leva seu nome.
Durante esses anos, resolveu duas questões com os Estados Unidos da América – a disputa sobre a fronteira do Nordeste (the Northeast Boundary dispute), pelo Tratado de Webster-Ashburton de 1842 e a disputa do Oregon, pelo Tratado de Oregon de 1846, que decidiu muitos problemas de fronteira entre os Estados Unidos e o Canadá. O acordo foi atacado por Palmerston como capitulação aos americanos, mas os problemas internos britânicos eram mais importantes.
Também tentou melhorar as relações com a França, tendo boa amizade com o Primeiro Ministro Guizot. As relações bilaterais se deterioraram em 1844 pois a França descobrira, colonizara e negociava regularmente com o Taiti, tendo mais razão para exigir soberania sobre as ilhas. Os britânicos alegavam que um missionário, Pritchard, desenvolvera a ilha em termos sociais e econômicos. Aberdeen ofereceu à França o protetorado, desde que Pritchard recebesse £ 1 000 como compensação. Para os britânicos, não era a política tradicional de defesa dos interesses britânicos mas pareceu justo a Aberdeen que queria evitar a guerra. Acusado de ter cedido aos franceses, a opinião pública se voltou contra ele. Ofereceu demitir-se, mas Peel não aceitou, e concordaram não estar de acordo em política externa.
Como antes, fervoroso partidário da liberdade de comércio, como fizera antes seguiu seu chefe e demitiu-se com Peel na questão das leis do Milho (Corn Laws), que repeliu: a questão dividiu os conservadores e forçou a demissão de Peel e Aberdeen.
Morto Peel em 1850, tornou-se o chefe de seus partidários, os peelites. Não conseguiu em 1851 fazer rejeitar o Ecclesiastical Titles Assumption Bill, de modo que não se uniu ao governo de Lord John Russell.    
Em dezembro de 1852, entretanto, depois da demissão do conde de Derby, tornou Primeiro Ministro à testa de um ministério de coalizão de whigs e peelitas. Inicialmente tiveram enorme sucesso popular. O Gabinete, coeso em questões da liberdade de comércio e reforma doméstica, como abrigava Lord Palmerston e Lord John Russell, tinha opiniões distintas sobre política exterior.
A popularidade caiu quando a Grã-Bretanha se envolveu na guerra da Crimeia em 1854. Havia entrado na guerra ao lado do Império Otomano, pressionado por alguns membros do Gabinete. Palmerston, apoiado por Russell, favorecia uma política mais agressiva e Aberdeen, sem poder controlar Palmerston, concordou. A guerra provocou sua queda. Começaram a aparecer notícias de má administração da guerra, culpando Aberdeen. Russell renunciou. Em 29 de janeiro de 1855 foi aprovada uma moção que pedia um inquérito sobre a guerra a ser realizado por um comité. Tratando o assunto como um voto de confiança, Aberdeen demitiu-se em fevereiro.
Deixou lembrança de ser homem culto, cuja vida particular foi exemplar, segundo os tempos em que viveu. Reservado, dizia-se que lhe faltava força e que sua política exterior foi essencialmente de paz e não-intervenção.

## Casamentos
Em 1805, ele desposou lady Catherine Elizabeth Hamilton, uma filha de John Hamilton, 1.º Marquês de Abercorn. Tiveram quatro filhos, mas ela morreu tuberculosa em 1812.
Em 1815, contraiu matrimônio com sua cunhada Harriet, filha de John Douglas, e viúva de James Hamilton, Visconde Hamilton. Foi um casamento infeliz, e ela maltratava suas filhas, com ciúmes. O casamento fora impulsionado por seu sogro, o Marquês de Abercorn. Aberdeen diria, mais tarde, que Harriet era uma das pessoas mais estúpidas que conheceu. Separaram-se em 1819, depois de terem cinco filhos.
Harriet, que morreu em 1833, detestava Haddo House, tendo recusado a pôr os pés lá.